# Maximum Abduction
Maximum Abduction to EP album szwedzkiej grupy muzycznej Hypocrisy. Wydany został w 1997 roku.

## Lista utworów
1. Roswell 47
2. Carved Up
3. Request Denied